# Jean Lhermitte
Jacques Jean Lhermitte (20. siječnja 1877. – 24. siječnja 1959.) bio je francuski neurolog i neuropsihijatar.
Rođen je u Mont-Saint-Père, Aisne, otac mu je bio Léon Augustin Lhermitte, francuski realistički slikar. Nakon svog školovanja u Saint-Etienne, otišao je na studij medicine u Pariz i diplomirao je 1907. Specijalizirao je neurologiju. 
Lhermitte je bio poznati kliničar i mnogi važni medicinski eponimi nose njegovo ime, kao što su npr.:
- Lhermitteov znak
- Lhermitte-Duclos sindrom - rijetko patološko stanje hipertrofije jednog sloja kore malog mozga